# 基坦迪尼亚
基坦迪尼亚是巴西巴拉那州的一个市镇。总面积447.023平方公里，总人口16497人，人口密度36.9人/平方公里。